# Pusa
Pusa je rod porodice Phocidae. Tri su vrste ovoga roda razdvojene od roda Phoca i neki izvori još uvijek daju Phoca kao prihvatljivi sinonim za Pusa, npr. Hrvatska enciklopedija.
Tri vrste ovoga roda nastanjuju arktička i subarktička područja te područja oko Kaspijskoga jezera. To uključuje Rusiju, Skandinaviju, Britaniju, Grenland, Kanadu, Sjedinjene Američke Države, Iran, Azerbajdžan, Kazahstan i Japan. Zbog promjenjivih lokalnih uvjeta okoliša, prstenasti tuljani koji nastanjuju Kanadu imaju raznolike uzorke rasta. Sjevernokanadski prstenasti tuljani rastu polako do veće veličine, dok južnokanadski prstenasti tuljani rastu brže do manje veličine. 
Jedina ugrožena vrsta ovoga roda je Kaspijski tuljan. 

## Vrste
| Image | Znanstveno ime                   | Narodno ime                | Rasprostranjenost |
| ----- | -------------------------------- | -------------------------- | --- |
|       | Pusa caspica – (Gmelin, 1788.)   | Kaspijski tuljan           | Kaspijsko jezero |
|       | Pusa hispida – (Schreber, 1775.) | Prstenasti tuljan          | Sjeverna obala Japana u Tihome oceanu, sjevernoatlantske obale Grenlanda i Skandinavije te sve južno do Newfoundlanda te uključuje dvije slatkovodne podvrste u Sjevernoj Europi. |
|       | Pusa sibirica – (Gmelin, 1788.)  | Bajkalski tuljan ili nerpa | Bajkalsko jezero |